# Sandy Island Number 1
Sandy Island Number 1 är en ö i Australien. Den ligger i kommunen West Arnhem och territoriet Northern Territory, omkring 210 kilometer nordost om territoriets huvudstad Darwin. Arean är 0,12 kvadratkilometer.
Den sträcker sig 0,7 kilometer i nord-sydlig riktning, och 0,3 kilometer i öst-västlig riktning.
Savannklimat råder i trakten. Genomsnittlig årsnederbörd är 1 388 millimeter. Den regnigaste månaden är januari, med i genomsnitt 418 mm nederbörd, och den torraste är juli, med 3 mm nederbörd.